# Tricyclea analis
Tricyclea analis är en tvåvingeart som beskrevs av Malloch 1929. Tricyclea analis ingår i släktet Tricyclea och familjen spyflugor. Inga underarter finns listade i Catalogue of Life.